# Riedeliops darevskyi
Riedeliops darevskyi es una especie de coleóptero de la familia Attelabidae.

## Distribución geográfica
Habita en Vietnam.